# HD 144585
HD 144585，又名BD-13 4342，SAO 159706、HR 5996，是一颗恒星，视星等为6.32，位于銀經358.18，銀緯27.16，其B1900.0坐标为赤經16h 1m 28.7s，赤緯-13° 27.16′ 8″。